# Michael Groepper
Michael Groepper (* 27. Juli 1945 in Bern/Schweiz) ist ein deutscher Jurist. Er war von 1994 bis 2010 Richter am Bundesverwaltungsgericht.

## Leben und Wirken
Groepper studierte Rechtswissenschaft in Bonn und München. Nach Ablegung der Ersten juristischen Staatsprüfung 1969 war er während des juristischen Vorbereitungsdienstes zeitweise als Assistent eines Mitglieds des Deutschen Bundestages tätig. Nachdem er 1974 die Zweite juristische Staatsprüfung abgelegt hatte, arbeitete er zunächst als Rechtsanwalt, bevor er 1977 zum Regierungsrat z. A. ernannt wurde. Bis Ende 1980 war er im Innenministerium des Landes Schleswig-Holstein tätig. Ab Juni 1977 erfolgte eine zweijährige Abordnung an die Kreisverwaltung Dithmarschen. 1981 wurde Groepper in das Richterverhältnis berufen und dem Verwaltungsgericht Schleswig zugewiesen. Von 1985 bis 1987 war er an das Bundesverwaltungsgericht abgeordnet. Hieran schloss sich seine Versetzung als Richter an das Oberverwaltungsgericht Lüneburg an.
Im März 1994 erfolgte Groeppers Ernennung zum Richter am Bundesverwaltungsgericht. Hier gehörte er zunächst dem zum damaligen Zeitpunkt u. a. für das Wirtschaftsverwaltungsrecht, das Recht der freien Berufe, das Vereins- und Versammlungsrecht, das Staatsangehörigkeitsrecht, das Ausländerrecht und das Polizei- und Ordnungsrecht zuständigen 1. Revisionssenat, später dem für das öffentliche Dienstrecht zuständigen 2. Revisionssenat an. Groepper war zudem seit 2007 Vertreter des nichtständigen Beisitzers des Dienstgerichts des Bundes. Am 31. Juli 2010 trat Groepper in den Ruhestand.